# Disturbia
Disturbia (pl. Niepokój) – piosenka napisana przez Andre Merritta, Chrisa Browna i Roberta Allena na reedycję trzeciego albumu studyjnego Rihanny, Good Girl Gone Bad. Utwór został wybrany na trzeci singel promujący reedycję, po „Take a Bow” i „If I Never See Your Face Again” oraz siódmy singel z oryginalnego albumu. Piosenka została wyprodukowana przez Briana Kennedy’ego. Żeby promować piosenkę Rihanna wystąpiła śpiewając „Disturbię” między innymi na MTV Video Music Awards 2008 czy w Star Academy we Francji. W oficjalnym remiksie występują Andre Merritt i Chris Brown.

## Informacje
Piosenka została napisana przez Chrisa Browna na reedycję jego albumu Exclusive, jednak Brown odczuł, że utwór bardziej pasuje do żeńskiego głosu, dlatego pozwolił nagrać go Rihannie na jej reedycję. Rihanna i jej drużyna zdecydowali wydać piosenkę jako letni singel.

## Teledysk
Teledysk do „Disturbii” był filmowany pod koniec czerwca 2008. Jego reżyserem jest Anthony Mandler oraz Rihanna. Jego premiera nastąpiła 22 lipca tego samego roku. „Disturbia” jest najmroczniejszym wideo Rihanny, jakie do tej pory wydała. Piosenkarka znajduje się w ciemnej komnacie, lochu, jest palona na stosie, a także przywiązana do krzesła. W czasie refrenu jest podnoszona do góry przez tancerzy, następnie tańczy razem z nimi na tle jasnego żółtego światła.

## Pozycje na listach
| Listy (2008)                                  | Najwyższa pozycja | Końcowo roczne | Status     |
| --------------------------------------------- | ----------------- | -------------- | ---------- |
| Australia (ARIA)                              | 6                 | 22             | Platyna    |
| Austria (Ö3 Austria Top 40)                   | 4                 | 45             | –          |
| Belgia (Ultratop Flandria)                    | 1                 | 23             | Złoto      |
| Belgia (Ultratop Walonia)                     | 4                 | 71             | Złoto      |
| Bułgaria (Singles Top 40)                     | 3                 | –              | –          |
| Czechy (IFPI)                                 | 10                | –              | –          |
| Dania (Tracklisten)                           | 4                 | –              | Platyna    |
| European Hot 100 Singles                      | 2                 | 17             | –          |
| Finlandia (Suomen virallinen lista)           | 2                 | –              | –          |
| Francja (SNEP)                                | 3                 | 49             | –          |
| Hiszpania (PROMUSICAE)                        | 2                 | –              | Złoto      |
| Holandia (Dutch Top 40)                       | 10                | 38             | –          |
| Irlandia (IRMA)                               | 4                 | 18             | –          |
| Kanada (Canadian Hot 100)                     | 2                 | 8              | –          |
| Niemcy (Media Control Charts)                 | 5                 | 41             | –          |
| Norwegia (VG-Lista)                           | 3                 | –              | –          |
| Nowa Zelandia (RIANZ)                         | 1                 | 21             | Platyna    |
| Portugalia (Singles Top 50)                   | 2                 | –              | –          |
| Słowacja (IFPI)                               | 7                 | –              | –          |
| Stany Zjednoczone (Billboard Hot 100)         | 1                 | 16             | 3x Platyna |
| Stany Zjednoczone (Hot Dance Club Songs)      | 1                 | –              | 3x Platyna |
| Stany Zjednoczone (Pop Songs)                 | 1                 | –              | 3x Platyna |
| Świat (World Singles Top 40)                  | 2                 | –              | –          |
| Szwecja (Sverigetopplistan)                   | 4                 | 36             | –          |
| Szwajcaria (Media Control AG)                 | 4                 | 21             | –          |
| Węgry (Rádiós Top 40)                         | 4                 |                | –          |
| Wielka Brytania (The Official Charts Company) | 3                 | 18             | Srebro     |
| Włochy (FIMI)                                 | 14                |                |            |